# Округ Фанин (Тексас)
Округ Фанин (енгл. Fannin County) је округ у америчкој савезној држави Тексас. По попису из 2010. године број становника је 33.915.

## Демографија
Према попису становништва из 2010. у округу је живело 33.915 становника, што је 2.673 (8,6%) становника више него 2000. године.
| Група             | 2000.          | 2010.          |
| Белци             | 26.298 (84,2%) | 27.433 (80,9%) |
| Афроамериканци    | 2.488 (8,0%)   | 2.312 (6,8%)   |
| Азијати           | 81 (0,3%)      | 125 (0,4%)     |
| Хиспаноамериканци | 1.753 (5,6%)   | 3.226 (9,5%)   |
| Укупно            | 31.242         | 33.915         |